# 姫川 (岐阜県)
姫川（ひめがわ）は、木曽川水系の一級河川。岐阜県多治見市・可児市を流れる。久々利川・可児川を経て木曽川に合流する3次支川。

## 地理
岐阜県多治見市大針町付近を水源とし、可児市下切付近で久々利川に合流する。
JR太多線や岐阜県道113号は姫川沿いに整備されているが、大針町・大藪町・姫町の境界付近の岐阜県道113号「姫橋」以外に鉄道や県道・国道の橋は存在しない。